# Týn nad Bečvou
Týn nad Bečvou là một làng thuộc huyện Přerov, vùng Olomoucký, Cộng hòa Séc.